# Mittelkötter

Landarbeit in einer Darstellung um 1470

Als Mittelkötter bezeichnete man in der Agrargeschichte verschiedener Regionen Norddeutschlands einen leibeigenen Bauern, der in der dörflichen Hierarchie an vierter Stelle stand. Die historischen Namen für Angehörige dieser sozialen Gruppe waren regional unterschiedlich. So hießen sie auch Kötter, Köter, Köthner, Kötner, Kätner oder Kotsassen. Vor allem in Preußen und Mecklenburg nannte man sie Kossaten, Kossater oder Kossäten.
Die Mittelkötter lagen in der sozialen Hierarchie unterhalb des Großkötters, aber über dem Kleinkötter. Sie bewirtschafteten eine Ackerfläche von rund 4 bis 7,5 Hektar, die in der Regel abseits des Wohnhauses lag. Der Ertrag reichte jedoch nicht für den Lebensunterhalt aus, deshalb hatten sie zusätzliche Erwerbsquellen und arbeiteten zum Beispiel als Hirten oder Handwerker. Außerdem mussten sie als Gegenleistung für die Überlassung des Kottens und des Ackerlands Hand- und Spanndienste für den Grundherrn vorwiegend in der Erntezeit erbringen, Zinsen in bar zahlen und Naturalien, wie Hühner, Eier und Getreide, liefern. Die Handdienste wurden zumeist mit der Sense, der Harke oder dem Spaten geleistet. Diese Arbeiten empfanden die Betroffenen als schwere Belastung und wurden höchst ungern verrichtet. Es gab häufig Klagen der Grundherren wegen schlechter Arbeit oder Unpünktlichkeit.
Diese für den Grundherrn zu erbringenden Leistungen wurden im Salbuch schriftlich festgehalten. Das Salbuch, auch Urbar genannt, wurde um 1500 eingeführt und um 1900 vom Grundbuch abgelöst. Es war ein Verzeichnis über Besitzrechte des Grundherrn und die Leistungen seiner Leibeigenen und bildet heute eine wichtige historische Quelle.